# Sant’Angelo Muxaro
Sant’Angelo Muxaro település Olaszországban, Szicília régióban, Agrigento megyében. Lakosainak száma 1152 fő (2023. január 1.). Sant’Angelo Muxaro Agrigento, Aragona, Casteltermini, Cattolica Eraclea, Raffadali, San Biagio Platani, Santa Elisabetta, Alessandria della Rocca és Cianciana községekkel határos.

## Népesség
A település lakossága az elmúlt években az alábbi módon változott:
| Lakosok száma | 1326 | 1321 | 1152 |
|               | 2017 | 2018 | 2023 |